# ヒュー・ダーウェン
ヒュー・ダーウェン（英: Hugh Darwen）は、関係データベース技術を専門とするイギリスのコンピュータ科学者である。関係データベースの関係モデルの初期から関係モデルに関わってきた。

## 経歴と業績
ダーウェンは、1967年から2004年までの間は、IBM United Kingdom（IBMのイギリス法人）の社員であった。1978年から1982年までの間は、同社で Business System 12 の主席アーキテクトを務めた。Business System 12 は、関係モデルをかなり正確に実装したと評価されている関係データベース管理システム (RDBMS) である。ダーウェンは、ISO SQL 委員会 (JTC 1/SC 32/WG 3 Database languages) に、IBMを代表して、同社を退職するまで参加した。ダーウェンは、クリス・デイトと密接に連携して活動している。ダーウェンは、"The Askew Wall" の著者であり、"The Third Manifesto" の共著者である (デイトとの共著) 。
現在は、イギリスのウォーリック大学のコンピュータ科学部で関係データベースを講義している。また、同国の公開大学 (The Open University) の講師でもある。ダーウェンは、講義の一環として簡潔なデータベース言語 Tutorial D を教えている。Tutorial D は、ダーウェンとデイトが設計したデータベース言語である。

## 著書
- Databases, Types and the Relational Model : The Third Manifesto (3rd Edition) (C.J. Date との共著), 2006, Addison Wesley, ISBN 978-0-321-39942-7
- Temporal Data & the Relational Model (C.J. Date と Nikos Lorentzos との共著), 2002, Morgan Kaufmann, ISBN 978-1-55860-855-9
- A Guide to SQL Standard (4th Edition) (C.J. Date との共著), 1996, Addison-Wesley Professional, ISBN 978-0201964264
  - QUIPU LLC 訳 『標準SQLガイド 改訂第4版』、アスキー、1999年、ISBN 978-4756120472
- Relational Database Writings, 1994-1997 (C.J. Date と D. McGoveran との共著), 1998, Addison Wesley Publishing Company, ISBN 978-0201398144
- An Introduction to Relational Database Theory, 2001, Ventus Publishing ApS, BookBooN.com, ISBN 978-87-7681-500-4